# تشاد سميث
تشادويك غايلورد سميث (Chadweck Gaylord Smith)  من مواليد 25 أكتوبر 1961 .هو موسيقي أميركي و قارع الدرامز الحالي لـفرقة ريد هوت تشيلي بيبرز والذي أصبح عضوا فيها منذ عام 1988 ولقد انظمت المجموعة إلي قاعة مشاهير الروك أند رول في عام 2012. سميث هو أيضا عازف الدرامز لفرقة هارد روك تشيكفوت والتي تكونت في عام 2008.يعتبر سميث واحدا من أكثر قارعي الطبول طلبا، فقام بالتسجيل مع عدد من المغنين المعروفين أمثال جلين هيوز ، جوني كاش ، جون فوغيرتي ، ديكسى كيك ، جينيفر نيتلز ، كيد روك ، جاك باغ ، ذا أفيت براذرز ، جو ساترياني. في عام 2010 ،انضم إلى كل من ديك فان دايك و ليسلي بيكسلر وتم إصدار ألبوم  Rhythm Train  للأطفال والذي تلقى انتقادات حادة وشارك فيه سميث بالغناء والعزف على أدوات مختلفة.

## روابط خارجية
- تشاد سميث على موقع IMDb (الإنجليزية)
- تشاد سميث على موقع الموسوعة البريطانية (الإنجليزية)
- تشاد سميث على موقع ميوزك برينز (الإنجليزية)
- تشاد سميث على موقع رولينغ ستون (الإنجليزية)
- تشاد سميث على موقع إن إن دي بي (الإنجليزية)
- تشاد سميث على موقع أول ميوزيك (الإنجليزية)
- تشاد سميث على موقع ديسكوغز (الإنجليزية)
- تشاد سميث على موقع قاعدة بيانات الفيلم (الإنجليزية)